# Snježana Pejčić
Snježana Pejčić (* 13. Juli 1982 in Rijeka) ist eine kroatische Sportschützin.
Sie gewann bei den Olympischen Sommerspielen 2008 in Peking die Bronzemedaille in der Disziplin 10 m Luftgewehr. Das erste Mal wurde man auf sie aufmerksam, als sie Vize-Europameisterin in derselben Disziplin bei der Junioren-Europameisterschaft 2002 in Thessaloniki wurde.

## Olympische Erfolge
- Olympische Sommerspiele 2008 – Bronze in 10 m Luftgewehr